# Giselle Bonilla
Giselle Bonilla (Los Ángeles, 28 de octubre de 1994) es una actriz estadounidense, reconocida por su papel como María en la comedia de televisión Mr. Box Office.

## Carrera
Ha aparecido en varias series de televisión, incluyendo un rol recurrente en Southland. También ha aparecido en varios comerciales publicitarios para marcas como YMI Jeans, Verizon Wireless y campañas antitabaco. El 7 de mayo de 2012 se unió al reparto de la serie humorística Mr. Box Office.

### Vida personal
Practica regularmente el baloncesto y la natación.

## Filmografía
| Año  | Título            | Rol            | Notas |
| ---- | ----------------- | -------------- | ----- |
| 2006 | Hollywood Familia | Francesca      |       |
| 2007 | Freedom Writers   | Eva            |       |
| 2007 | Trade             | Voz            |       |
| 2008 | Linewatch         | Voz            |       |
| 2013 | The Obama Effect  | Maria Santiago |       |
| 2013 | Foreign Land      | Amelia         |       |
| 2014 | The Secret Place  | Stephanie      |       |

| Año  | Título         | Rol           | Notas                                 |
| ---- | -------------- | ------------- | ------------------------------------- |
| 2007 | Journeyman     | Micaela       | Episodio: "Emily"                     |
| 2011 | Off the Map    | Sofia Sanchez | Episodio: "Smile. Don't Kill Anyone." |
| 2011 | Southland      | Rosie Montoya | Episodio: "Code 4"                    |
| 2011 | Supah Ninjas   | Kelly         | 12 episodios                          |
| 2013 | Mr. Box Office | Maria         | 22 episodios                          |
| 2014 | Workaholics    | Luna          | Episodio: "Miss BS"                   |